# Lonjin
Lonjin (Serbisches-kyrillisch: Лоњин) ist ein Dorf im Westen Serbiens am Ufer des Flusses Drina, an der Grenze zu Bosnien und Herzegowina.

## Geographie und Bevölkerung

### Lage
Das Dorf liegt in der Opština Ljubovija, im Okrug Mačva. Lonjin gehört zur historischen Region Azbukovica die ein Teil der Großregion Podrinje ist. Die Region Azbukovica schließt die ganze Opština Ljubovija ein. Zum Dorf gehört auch der Weiler Rakići. 
Nachbardörfer von Lonjin sind im Süden Čitluk, im Norden Gračanica und im Osten Donja Ljuboviđa. Die drei Nachbardörfer gehören gemeinsam mit Lonjin zur serbischen Gemeinde Ljubovija. Lediglich das westliche Nachbardorf auf der gegenüberliegenden Seite der Drina, Mihaljevići, gehört zur Opština Bratunac in der Republika Srpska von Bosnien und Herzegowina. 
Das Dorf liegt circa vier km nordwestlich der Gemeindehauptstadt Ljubovija.

### Gewässer
Die Drina fließt westlich vom Dorf vorbei, sie bildet die Grenze zwischen Serbien und Bosnien und Herzegowina. Nördlich der Ortschaft fließt der Fluss Gračanička Reka. Ebenfalls durch das Dorf fließt der Bach Savića Potok. Andere Gewässer bzw. Quellen im Ort sind: Savića Vrelo, Ilića Bunar, Stublina, Izvorac und Kladenac.

### Hügel und Lonjin Feld
Lonjin wird im Osten, Süden und Norden von den drei hohen Hügelgruppen Krš (Süden), Krst (Osten) und Mikuljak (Norden) begrenzt. Lonjin liegt im Tal der Drina, die das Dorf von Westen begrenzt. 
Direkt nachdem die Drina die Hügellandschaft Krš passiert hat, öffnet sich nach Norden eine weite Feldlandschaft, die nach dem Dorf Lonjin (Lonjin Polje) benannt ist. Dieses Feld wird in zwei Teile geteilt, das eigentliche größere Feld Lonjin und der kleinere Teil auf bosnischer Seite namens Mihaljević.  
Die Hügellandschaft Mikuljak begrenzt Lonjin von Norden und trennt es von seinen Nachbardorf Gračanica. Der Mikuljak schließt auch die südlich von ihm gelegene Feldlandschaft Lonjin, ungefähr bei der Mündung des Flüsschens Gračanička Reka in die Drina. 
Die einzelnen Hügel der drei Hügelketten tragen folgenden Namen: Uši, Ilića Gaj, Selimov Grob, Jelav, Brdo, Kulina, Bašča, Savina Glavica, Bijele Stijene und Banovići.

### Bevölkerung
Der Ort hatte bei der Volkszählung 2011 325 Einwohner, während es 2002 337 Einwohner waren. Nach den letzten drei Bevölkerungsstatistiken fällt die Einwohnerzahl von Lonjin weiter. Die Bevölkerung bestand bei Volkszählung 2011 ausschließlich aus Serben. 
Das Dorf besteht aus 105 Haushalten. Die Bevölkerung von Lonjin ist Serbisch-orthodox.

### Demographie
| Jahr | Einwohnerzahl |
| ---- | ------------- |
| 1948 | 341           |
| 1953 | 349           |
| 1961 | 334           |
| 1971 | 301           |
| 1981 | 286           |
| 1991 | 388           |
| 2002 | 337           |
| 2011 | 325           |

## Geschichte
Aus der Jungsteinzeit konnte man mehrere Grabhügel im Dorf nachweisen. Ebenfalls konnte man auf den Hügelketten Krš, Krst und Mikuljak viele alte Gräber und Ausgrabungsstätten finden aus der Zeit vor den Osmanen, die eine frühere serbische Besiedlung des Dorfes belegen. 
Von 1459, als die Osmanen die Region Azbukovica eroberten, bis zum Jahre 1834 war Lonjin ein rein muslimisches Dorf. 1820 besaß Lonjin 20 Häuser und 1832, 31 Haushalte. 1834 siedelten die Muslime von Lonjin nach Bosnien oder in die Türkei aus und es kamen serbische Neusiedler in den Ort, die Lonjin praktisch neu gründeten. 
In den Hügeln der Hügelkette Krst östlich des Dorfes, gibt es einige kleinere Quellen, die von den Osmanen als Wasserquellen genutzt wurden, als diese in der Region herrschten. Auf den Hügeln hinter einigen Häusern im Ostteil des Dorfes, gibt es noch Brunnen aus dieser Zeit. 
1930 bestand Lonjin aus 66 Haushalten und folgende serbische Familien lebten im Dorf: Savić, Joković, Zečević, Vulović, Kovačević, Bulajić, Radović, Žutkić, Ilić, Bilić und Tomić.
Im Dorfzentrum steht ein Denkmal für die gefallenen jugoslawischen Partisanen und Zivilisten aus dem Zweiten Weltkrieg.

## Belege
- Knjiga 9, Stanovništvo, uporedni pregled broja stanovnika 1948, 1953, 1961, 1971, 1981, 1991, 2002, podaci po naseljima, Republički zavod za statistiku, Beograd, maj 2004, ISBN 86-84433-14-9
- Knjiga 1, Stanovništvo, nacionalna ili etnička pripadnost, podaci po naseljima, Republički zavod za statistiku, Beograd, Februar 2003, ISBN 86-84433-00-9
- Knjiga 2, Stanovništvo, pol i starost, podaci po naseljima, Republički zavod za statistiku, Beograd, Februar 2003, ISBN 86-84433-01-7
- Artikel über das Dorf auf der Seite poreklo.rs, (serbisch)